# Ivica Račan
Ivica Račan (24. února 1944 Ebersbach, Německo – 29. dubna 2007 Záhřeb, Chorvatsko) byl chorvatský politik a od 31. ledna 2000 do 23. prosince 2003 předseda chorvatské vlády.

## Životopis
Ivica Račan se narodil v německém Ebersbachu poblíž dnešní hranice s Českem a Polskem, kde byla za 2. světové války jeho matka internována v pracovním táboře. Ve vysokém stupni těhotenství ji z tábora dostala jedna Němka pod záminkou, že ji potřebuje v rodině, a tak ji zachránila. Podruhé zachránila Račanovou s malým chlapečkem náhoda. Přežili bombardování Drážďan, které zničilo na konci války celé město.
Po válce se celá rodina vrátila do Chorvatska. Roku 1968 Račan dokončil v Záhřebu studia práv. Byl třikrát ženat, s první manželkou Agátou Račanovou měl dvě děti, poslední manželka byla Dijana Pleštinová.

## Politická kariéra
Ivicu Račana Chorvati hodnotí jako dobrého politického taktika.[zdroj?] Roku 1961 vstoupil do Svazu komunistů Chorvatska (tehdy zemská organizace Svazu komunistů Jugoslávie, SKJ). Do velké politiky vstoupil až po čistkách ve Svazu komunistů r. 1972, kdy se uprázdnila řada funkcí. V sedmdesátých letech zastával Račan různé funkce v kulturní, ideologické a informační oblasti. Roku 1982 se stal ředitelem Politické školy Josipa Broze Tita, členem předsednictva ÚV Svazu komunistů Chorvatska a členem ÚV SKJ. Na 11. sjezdu Svazu komunistů Chorvatska (11.–14. prosince 1989) se stává jeho předsedou.
V lednu 1990 se schází 14. mimořádný sjezd SKJ, na kterém se projednávala budoucnost jugoslávského státu. Zde dochází k rozkolu mezi představiteli jednotlivých národních svazů, zvláště Srbů (Slobodan Milošević) a Slovinců (Milan Kučan), kteří po dvou dnech jednání sjezdu opouštějí. Pak už šlo o stanovisko Chorvatů, Ivica Račan prohlásil, že bez Slovinců si nelze představit SKJ a že i Chorvatsko z jednání odchází.
8. dubna 1990 se konají v Chorvatsku první národní volby, v nichž vítězí Chorvatská demokratická unie budoucího prezidenta Franjo Tuđmana a komunisté získávají kolem 35 % hlasů. Už v rámci samostatného chorvatského státu se Račanovi podařilo přeměnit komunistickou stranu ve stranu sociálně-demokratického zaměření, strana změnila název na Svaz komunistů Chorvatska - Strana demokratických přeměn a r. 1993 se reformovala v Sociálně demokratickou stranu Chorvatska (SDP).
3. ledna 2000 vítězí koalice SDP a strany HSLS ve volbách a spolu s dalšími čtyřmi menšími stranami je vytvořena vládní koalice, v jejímž čele stanul Ivica Račan. Tato vláda ukončila dlouhou dobu poměrné válečné a poválečné mezinárodní izolace Chorvatska a začala nová reintegrace do evropských struktur. Na druhou stranu měla vleklé potíže s hospodářskou kriminalitou. Volby v roce 2003 vyhrála opozice v čele s Ivo Sanaderem a sociální demokraté odcházejí do opozice.

## Smrt
31. ledna 2007 Račan oznamuje, že u něho lékaři objevili zhoubný nádor v jeho pravém rameni. Současně Račan oznamuje svůj odchod z politiky. Již 8. února lékaři z německé nemocnice Bogenhausen u Mnichova zjišťují metastázy ve vylučovacím a lymfatickém ústrojí a Račana se v Záhřebu pokoušejí léčit chemoterapií. 11. dubna 2007 odchází z funkce šéfa strany, novým šéfem se stává Željka Antunović. Stav začíná být kritický, je postižen i mozek a 29. dubna Ivica Račan umírá. Rozloučení s ním na krematorijském hřbitově se 2. května účastnilo jen dvanáct nejbližších přátel a rodina.